# Allaire du Pont
Allaire du Pont, född 4 maj 1913, död 6 januari 2006, var en amerikansk idrottare, och medlem av den framstående fransk-amerikanska familjen du Pont. Hon är mest ihågkommen som ägare av galopphästen Kelso.

## Biografi
1913 föddes hon som Helena Allaire Crozer, men bytte namn 1934, då hon gifte hon sig med Richard C. du Pont med vilken hon fick en son, Richard Jr. och en dotter Helena. Hon var en flitig idrottsutövare, och var bland annat mästare i tennis. Allaire du Pont och hennes make flög både segelflygplan och motordrivna flygplan. Hon satte ett nationellt uthållighetsrekord för kvinnliga segelflygare 1935. Under flygets tidiga dagar när det fortfarande var en nyhet var det populärt att göra stunts och hon flög en gång sitt plan under bron i Chesapeake City. Hennes man dog 1943 när han arbetade för krigsinsatsen när ett experimentellt segelflygplan från den amerikanska regeringen där han var passagerare kraschade under en demonstrationsflygning. 1947 etablerade hon Richard C. du Pont Memorial Trophy.

### Galoppsport
Allaire du Pont var en stor djurälskare, och drev Woodstock Farm i Chesapeake City, Maryland, och tävlade under namnet Bohemia Stable. Hon anlitade ofta Carl Hanford för att träna sina hästar.
Bohemia Stables tog fram ett antal topphästar som flertaliga stakesvinnaren, Politely och Shine Again, vinnare av 2001 och 2002 års Ballerina Handicap. Det var dock hennes valack Kelso som gav henne ett stort erkännande under 1960-talet, då han röstades fram till American Horse of the Year under oöverträffade fem år i rad från 1960 till 1964, och blev invald in Racing Hall of Fame 1967. Efter tävlingskarriären var Kelso aktiv som rävjaktshäst, i vilka Allaire du Pont red honom.
Allaire du Pont avled den 6 januari 2006 på Woodstock Farm nära Chesapeake City, Maryland.